# Rastaquouère
Ne doit pas être confondu avec Rasta.

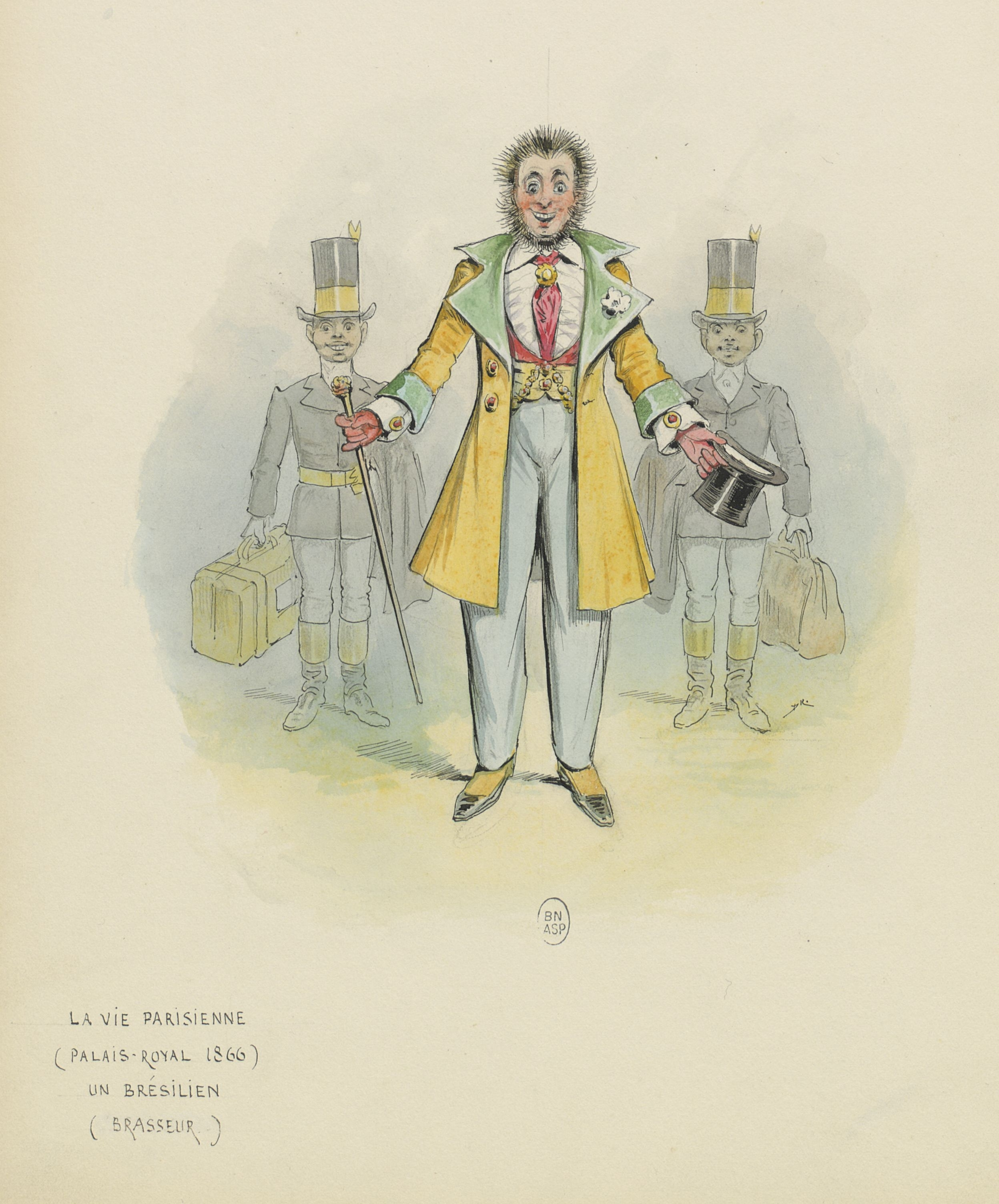
Le Brésilien de La Vie parisienne, archétype du rastaquouère du XIXe siècle au théâtre. Caricature de Jules Brasseur. Costume de scène et dessin de Draner (1866).

Un rastaquouère (ʁas.ta.kwɛʁ) est, essentiellement à la fin du XIXe siècle, un étranger, d'origine latine / méditerranéenne et de basse extraction sociale, étalant un luxe ostentatoire, suspect et de mauvais goût.

## Étymologie
Terme d'origine hispano-américaine (rastracuero), il est employé dès 1880 pour qualifier des parvenus. Formé du verbe espagnol (ar)rastrar (« ratisser », « traîner ») et du nom cueros (« cuirs, peaux »), il désigne au départ des tanneurs ou des grossistes en peaux et cuirs d'Amérique du Sud. Avec la présence à Paris de nombreux Sud-américains étalant de manière outrancière la fortune amassée dans cette activité au XIXe siècle, le terme prend en français son sens péjoratif. Il est ensuite réemployé dans ce sens en Amérique latine.
Le mot rastaquouère était couramment abrégé en rasta. Depuis la fin du XXe siècle cette abréviation est plus fréquemment utilisée pour désigner le mouvement rastafari, qui n'a aucun rapport étymologique.

## Synonyme
Le terme de rastaquouère est parfois synonyme de sigisbée ou gigolo.

## Description
Jean-Pierre Arthur Bernard décrit dans Les Deux Paris : les représentations de Paris dans la seconde moitié du XIXe siècle l'image qui est alors donnée du rastaquouère, renvoyant à celle du Barbare des Grecs, s'exprimant dans un jargon incompréhensible faute d'avoir appris le français et parce qu'il a oublié sa propre langue. Citant Surtac (Les Morales du Rastaquouère, 1886), il parodie ainsi le baragoin du rastaquouère : 

« Oun môssié voulait faire des glissades en embrassant oune jolie fâme sur lé lac dé la bois de Boulogne. Il en mourrutt… 
Morale. On né patine pas avec l'âmour. »

L'année 1889, avec l'Exposition universelle de Paris, où le monde entier se trouve concentré, représente le sommet de la xénophobie. Le rastaquouère est stigmatisé, qui n'est plus seulement le Sud-Américain mais également le Slave, le Valaque, l'Allemand, ou tout simplement le latin d'Europe méridionale (Italien, Espagnol, Portugais). Il est toujours décrit de manière dépréciative, « le teint cuivré, les cheveux noirs, les yeux de braise ardente, l'allure féline, [exagérant] la mode dans la coupe de ses vêtements, [portant] des breloques et des diamants à tous les doigts », mais surtout comme un étranger « dont les moyens d'existence restent problématiques, et qui, en réalité, vit d'expédients au milieu d'un luxe frelaté. »

La xénophobie exacerbée de cette fin de siècle va même inventer un terme pour décrier l'influence — qui ne peut être que délétère — de l'étranger dans les arts et les mœurs : le rastaquouérisme. Les frères Goncourt écrivent ainsi dans leur journal en 1889 : 

« Des minarets, des dômes, des moucharaby, tout un faux Orient en carton, pas un monument rappelant notre architecture française. On sent que cette Exposition va être l'exposition du rastaquouérisme. »

 

La détestation de l'étranger trouve son acmé la même année sous la plume d'Antonin Proust (Les Types de Paris) dans cette description virulente : 

« Paris […] aime à ce point l'exotisme qu'il verse volontiers dans le rastaquouérisme, mot moderne qui désigne une maladie fort ancienne : il y a des siècles que nous sommes victimes de ce cabotinage impudent et grossier. […] Dans le domaine de l'art, c'est le rastaquouérisme italien qui nous a fait sacrifier de si admirables primitifs français. Au Louvre, les Bolonais, ces peintres à breloques, se prélassent dans les bonnes places. Et le néo-Grec, autre genre de charlatanisme, aussi odieux que le premier, plus odieux parce qu'il est plus persistant, ne s'est pas contenté de semer dans la Ville les monuments horribles, il a déteint sur toutes les manifestations de l'art. »

Le siècle se termine avec l'affaire Dreyfus et la déflagration du « J'accuse… ! » publié par l'écrivain Émile Zola dans l’Aurore en 1898. De son côté, Jean Jaurès fait paraître, la même année, dans les colonnes de La Petite République dont il est le directeur, une série d'articles rassemblés sous le titre de Preuves relatives à l'affaire Dreyfus. Et l'on trouve, sous la plume de Jaurès l'utilisation du terme rastaquouère à l'appui de sa démonstration de l'invraisemblance et de l'absurdité de l'accusation. 

« Qu’un rastaquouère pressé d'argent et vivant aux crochets de légations étrangères ou qu'un agent infime d'espionnage, protégé par son obscurité, multiplie ainsi les démarches imprudentes ; qu'il aille d'une légation à l'autre, qu'il se brouille et se dispute avec l'une, puis coure chez l'autre, avec des documents quelconques, pour solliciter un raccommodement, cela peut se comprendre. Mais qu'un officier d'état-major que la police reconnaît aisément se compromette avec cette étourderie, et qu'il coure de légation en légation pour de basses disputes et d'humiliants marchandages, cela est inadmissible. »

### Le rastaquouère n'est pas toujours celui qu'on croit
Le dialogue qui suit, entre le provençal Marius Corancez et le parisien Pierre Hautefeuille, dans Le « Tout Europe », premier chapitre d’Une idylle tragique de Paul Bourget (1896) illustre cependant un glissement de la vision portée sur l’« étranger », le « parisien » devenant le « provincial » (le rastaquouère ?) à l’aune de l’Europe :

« De Nice à San Remo, c’est le paradis des rastaquouères. C’est commun, c’est brutal, c’est abominable, tout simplement. Une merveilleuse nature déshonorée par les hommes, voilà cette côte… […] Est-ce la peine de quitter Paris pour venir en retrouver ici la caricature ? […] 
Rastaquouères ! Rastaquouères !… Quand vous avez proféré cet anathème, tout est dit ; et, à force de le prononcer, vous ne vous doutez pas que vous êtes en train de devenir, vous autres Parisiens, les provinciaux de l’Europe. Mais oui, mais oui… Qu’il y ait des aventuriers sur la Rivière, qui donc le nie ? mais aussi que de grands seigneurs ! Et ces grands seigneurs, sont-ce des Parisiens ? Non, mais des Anglais, des Russes, des Américains, voire des Italiens, qui ont tout autant d’élégance et d’esprit que vous, avec du tempérament sous cette élégance, chose que vous n’avez jamais eue, et de la gaieté, chose que vous n’avez plus. […] Ah ! tu t’indignes, monsieur le puritain, mais tu ne t’ennuies plus… Va, cet endroit n’est pas si banal quand on veut seulement ouvrir les yeux. Et, avoue-le : des deux Parisiens et du rastaquouère que nous venons de voir, l’homme intéressant, c’est le rastaquouère… »

Quant au théâtre de ce XIXe siècle, s'il se saisit de l'air du temps et donc de la figure du rastaquouère, comme le font Henri Meilhac et Ludovic Halévy avec leur Brésilien d'opérette (1863) « qui sera un véritable Brésilien dans La Vie parisienne (1866) » c'est au moins avec un regard humoristique et beaucoup moins cruel que celui qui est porté sur le noceur, bourgeois ou aristocrate (souvent de noblesse d'Empire) parisien, qui est, lui, le dindon de la farce alors que notre rastaquouère garde sa prestance. Le summum du comique de situation est atteint avec un renversement des rôles inattendu lorsque Georges Feydeau fait dire au Général Irriga, le rastaquouère du Fil à la patte (1894), à l'attention de Bois-d'Enghien (qu'il ne sait pas nommer autrement, dans son baragouin, que « Bodégué ») : 

« Bodégué ! vous l’est qu’oun rastaquouère ! »

## Emploi
Parfois abrégé en rasta, on le trouve utilisé dans la littérature dans un registre familier et dans un sens péjoratif. 

### Littérature
- « Réponds vite et net, commença-t-il… Samy se marie ? 
— Oui, la duchesse le sait depuis hier… Mais elle est venue quand même… C’est si orgueilleux, ces Corses ! 
— Et le nom de la rastaquouère… Peux-tu le dira maintenant ? 
— Colette, voyons ! tu t’en doutais. 
— Pas le moins du monde… Combien auras-tu pour ça ? » Alphonse Daudet, L'Immortel (1883)

- « On apercevait aussi là des peintres et des sculpteurs, qui sont, en général, hommes de sport, un poète académicien qu'on montrait, deux musiciens et beaucoup de nobles étrangers dont Du Roy faisait suivre le nom de la syllabe Rast (ce qui signifiait rastaquouère), pour imiter, disait-il, les Anglais, qui mettent Esq. sur leurs cartes. » Guy de Maupassant, Bel-Ami, 1885

- « De toute la côte du Midi, c’est ce coin que j’aime le plus. Je l’aime comme si j’y étais né, comme si j’y avais grandi, parce qu’il est sauvage et coloré, que le Parisien, l’Anglais, l’Américain, l’homme du monde et le rastaquouère ne l’ont pas encore empoisonné. » Guy de Maupassant, Sur l'eau (1888)

- « Autour des tables, un peuple affreux de joueurs, l’écume des continents et des sociétés, mêlée avec des princes, ou rois futurs, des femmes du monde, des bourgeois, des usuriers, des filles fourbues, un mélange, unique sur la terre, d’hommes de toutes les races, de toutes les castes, de toutes les sortes, de toutes les provenances, un musée de rastaquouères russes, brésiliens, chiliens, italiens, espagnols, allemands, de vieilles femmes à cabas, de jeunes drôlesses portant au poignet un petit sac où sont enfermées des clefs, un mouchoir et trois dernières pièces de cent sous destinées au tapis vert quand on croira sentir la veine. » Ibid.

- « Il y a en lui du valet de bourreau patelin et du sacristain soûlard, de la culotte de peau et du rastaquouère » Georges Darien, Biribi, 1890

- « L’avenir le plus effroyable se déroula devant ses yeux, au lendemain de ses tristes noces. Elle vit en plein la sottise ignoble du rastaquouère dont elle était devenue la femme et l’avilissant état d’esclavage qui résultait de cette affiliation d’imbéciles. » Léon Bloy, Histoires désobligeantes (1894)

- « Cher grand homme avorté ! Pauvre rastaquouère sublime ! » Léon Bloy, Belluaires et porchers, 1905

- « Ai-je oublié le nom de cet honnête guerrier, aux allures de rastaquouère, qui s'appelle le commandant Karpathanzy ? » Georges Darien, L'Épaulette (1905)

- « Le soir, au casino, des tas 
de Mercadets et de rastas 
ouvrent la banque où l'on trébuche : 
rubis aux doigts, gilet trop neuf, 
ils savent l'art d'abattre neuf 
en donnant au ponte une bûche ! » 
Georges Fourest, « Épitre falote et balnéaire à Joseph Savary dilettante bourguignon[13] » (1909)

- « Cette fois il s’agissait d’un meurtre, d’un acte contre lequel lui-même s’insurgeait – et non plus d’un de ces cambriolages amusants où, après avoir refait quelque rastaquouère, quelque financier véreux, il savait mettre les rieurs de son côté et se concilier l’opinion. » Maurice Leblanc, Le Bouchon de cristal (1912)

- « Le prince d’Agrigente passait pour un « rasta » aux yeux d’un chasseur de cercle à qui il devait vingt-cinq louis, et ne reprenait son importance que dans le faubourg Saint-Germain où il avait trois sœurs duchesses, car ce ne sont pas sur les gens modestes, aux yeux de qui il compte peu, mais sur les gens brillants, au courant de ce qu’il est, que fait quelque effet le grand seigneur. » Marcel Proust, Sodome et Gomorrhe (À la recherche du temps perdu), 1923

- « “Ié coupe”, dit, en contrefaisant l'accent rastaquouère, Cottard, dont les enfants s'esclaffèrent. » Ibid.

- « Je frappai plusieurs coups assez violemment sur le bois d'un cercueil voisin du mien, où reposait un jeune rastaquouère. Je m'excusai de violer la loi du silence des trépassés, mais j'avais froid et ne possédais aucun vêtement. Le rastaquouère complaisant m'offrit son pyjama violet. Je remerciai et psalmodiai le De Profundis. Bercé par ce psaume, le rastaquouère retomba dans le sommeil mortuaire. » Jean Genbach (Ernest de Gengenbach), Satan à Paris, 1927

- « Le ciel de Crimée est, dans la géographie sociale et morale, l'antipode de cette atmosphère équivoque et cosmopolite où l'étranger est à la fois rastaquouère et l'animal de luxe à exploiter » Henri Barbusse, Russie, 1930

- « Quant au sujet lui-même, ç’avait dû être un beau garçon, avec quelque chose d’un peu rasta tout de même. À la réflexion, Pierrot ne le trouva pas spécialement sympathique, et ce n’est que lorsqu’il se souvint que ce pauvre jeune homme était mort dans la fleur de l’âge, et d’un stupide accident, qu’il lui pardonna ses rouflaquettes, ses yeux trop bistrés et sa gomina argentina. » Raymond Queneau, Pierrot, mon ami, 1942

- « Les métèques, a dit Haymann. Notre jeune ami estime que la France est aux mains des Juifs et des rastaquouères, voilà pourquoi. » Jean-Patrick Manchette, Morgue Pleine, 1973

- « C'était un barbu rastaquouère dans la quarantaine, installé dans la position du lotus, maigre, noueux, aux yeux d'un vert étonnant,… » de Michel Tremblay, Cœur éclaté 1993 ~ p. 134.

- Ce mot figure dans le livre de Bernard Pivot évoquant les « 100 mots à sauver  » de la langue française (paru chez Albin Michel en 2004)[14].

### Poésie
- Jésus-Christ Rastaquouère est une œuvre poétique écrite par Francis Picabia en 1920.

- C'est le perroquet que Robert Desnos qualifie quant à lui de rastaquouère dans son Ode à Coco (1919) :

« rastaquouère paré de criardes couleurs 
Ô général d'empire, ô métèque épatant 
Tu simules pour moi grotesque voyageur, 
Un aigle de lutrin perché sur un sextant. »

### Opéra
Bien que le terme ne soit pas précisément employé par Meilhac et Halévy, le type même du rastaquouère du XIXe siècle est illustré par le Brésilien (Acte I, Scène XII) de La Vie parisienne, opéra bouffe (1866) de Jacques Offenbach : 
| Je suis Brésilien, j’ai de l’or, Et j’arrive de Rio-Janeire Plus riche aujourd’hui que naguère, Paris, je te reviens encor ! Deux fois je suis venu déjà, J’avais de l’or dans ma valise, Des diamants à ma chemise, Combien a duré tout cela ? Le temps d’avoir deux cents amis Et d’aimer quatre ou cinq maîtresses, Six mois de galantes ivresses, Et plus rien ! ô Paris ! Paris ! En six mois tu m’as tout raflé, Et puis, vers ma jeune Amérique, Tu m’as, pauvre et mélancolique, Délicatement remballé ! Mais je brûlais de revenir, Et là-bas, sous mon ciel sauvage, Je me répétais avec rage : Une autre fortune ou mourir ! | Je ne suis pas mort, j’ai gagné Tant bien que mal, des sommes folles, Et je viens pour que tu me voles Tout ce que là-bas j’ai volé ! Ce que je veux de toi, Paris, Ce que je veux, ce sont tes femmes, Ni bourgeoises, ni grandes dames, Mais les autres… l’on m’a compris ! Celles que l’on voit étalant, Sur le velours de l’avant-scène, Avec des allures de reine, Un gros bouquet de lilas blanc ; Celles dont l’œil froid et calin En un instant jauge une salle, Et va cherchant de stalle en stalle Un successeur à ce gandin, Qui plein de chic, mais indigent, Au fond de la loge se cache, Et dit, en mordant sa moustache Où diable trouver de l’argent ? | De l’argent ! Moi j’en ai ! Venez ! Nous le mangerons, mes poulettes, Puis après, je ferai des dettes. Tendez vos deux mains et prenez ! Hurrah ! je viens de débarquer, Mettez vos faux cheveux, cocottes ! J’apporte à vos blanches quenottes Toute une fortune à croquer ! Le pigeon vient ! plumez, plumez… Prenez mes dollars, mes bank-notes, Ma montre, mon chapeau, mes bottes, Mais dites-moi que vous m’aimez ! J’agirai magnifiquement, Mais vous connaissez ma nature, Et j’en prendrai, je vous le jure Oui, j’en prendrai pour mon argent. Je suis Brésilien, j’ai de l’or, Et j’arrive de Rio-Janeire Vingt fois plus riche que naguère, Paris, je te reviens encor ! |

### Théâtre
Dans Un fil à la patte (1894), de Chenneviette, le père de l'enfant de Lucette Gauthier, qui voudrait bien voir son ancienne amante pourvoir à la pension de leur fils, verrait plutôt d'un bon œil le richissime général Irragua, qu'il qualifie lui-même de rastaquouère, supplanter Bois-d'Enghien dans le cœur (et le portefeuille) de la belle chanteuse. 
Madame Beauduit et Joseph, le valet de chambre de l'illustre écrivain se lamentent sous la plume d'Octave Mirbeau (L'Illustre écrivain, suite de dialogues publiés dans Le Journal en 1897) à propos des difficultés qu'ils éprouvent tous deux à le déshabituer de ses allures de rasta. 
Chez Georges Feydeau, le jaloux Carlos Homenidès de Histangua de La Puce à l'oreille (1907) se voit traité de rastaquouère par Tournel effrayé par les grands cris du bouillant espagnol qui veut tuer tout le monde.

### Cinéma
- Dans le film Le Diable par la queue (Philippe de Broca, 1969), le baron César (Yves Montand) est qualifié de « rastaquouère » par monsieur Patin (Claude Piéplu).
- Dans le film L'homme de Rio (Philippe de Broca, 1964), Adrien Dufourquet (Jean-Paul Belmondo) demande au réceptionniste d'un hôtel s'il n'a pas vu « une jeune fille française qui est arrivée avec deux rastaquouères » lors de sa recherche de Agnès de Villermosa (Françoise Dorléac).
- Rasta rockett (1993) :
  - — Arrête de me coller, rastaquouère ! — Haha, c’est rigolo, ça, rastaquouère — Qu’est-ce que t’as à te marrer ? — Moi ? Rien.
  - — Hey rastacouère, laisse moi embrasser ton œuf !
- Dans le film Les Trois Frères (1995), l'acteur Pierre Meyrand utilise fréquemment le terme de « rastaquouère ».

### Chanson
- Lola Rastaquouère est une chanson écrite par Serge Gainsbourg en 1979 pour l'album de musique reggae Aux armes et cætera, opérant ainsi un rapprochement entre les deux termes : 
  - rasta : abréviation de rastaquouère et
  - rasta : abréviation de rastafari
- Phénoménale Philomène est une chanson écrite par Richard Desjardins dans laquelle le terme rastaquouère est utilisé :

Le grand là-bas, on l'connait pas
C't'un genre de rastaquouère
Petit dictionnaire Robert : « Rastaquouère »
Étranger aux allures voyantes
Affichant une richesse suspecte
Exemple : Le pape en Afrique
- Hubert, pourquoi es tu rastaquouère est une chanson écrite et interprété par Philippe Lossen en 1991. Philippe Lossen est le frère de l'autrice Magali Collet.

### Bande dessinée
- Pour Maxime Benoît-Jeannin (Le Mythe Hergé), le personnage de Roberto Rastapopoulos serait à rapprocher de Léon Degrelle : « Par son nom Rastapopoulos est un concentré de toutes les tares que les mouvements antiparlementaires et antirépublicains stigmatisent dans leurs journaux. Et puis à la fin du XIXe siècle, le mot rastaquouère vise les étrangers à la richesse ostentatoire, forcément suspecte, les parvenus vulgaires et bruyants. On l'a raccourci assez vite en rasta. Popoulos qu'Hergé a ajouté à rasta indique que son personnage a des origines grecques et populaires »[15].